# Foodwatch
Foodwatch es una organización alemana centrada en la protección de los derechos del consumidor y la calidad de los alimentos. Fue fundada en octubre de 2002 en Berlín por el exdirector ejecutivo de Greenpeace Thilo Bode.
En 2008 denunció que el agua del grifo en Alemania contenía unos índices de uranio por encima de lo permitido.

## Profiterol dorado
Cada año Foodwatch entrega el Goldener Windbeutel (español: Profiterol dorado), un premio a la mentira publicitaria más insolente según el resultado de una votación abierta a través de internet. En 2009 el premio ha recaído en Actimel.